# Soneto 39
| «» Soneto 39 |
| --- |
| O! how thy worth with manners may I sing, When thou art all the better part of me? What can mine own praise to mine own self bring? And what is't but mine own when I praise thee? Even for this, let us divided live, And our dear love lose name of single one, That by this separation I may give That due to thee which thou deserv'st alone. O absence! what a torment wouldst thou prove, Were it not thy sour leisure gave sweet leave, To entertain the time with thoughts of love, Which time and thoughts so sweetly doth deceive, And that thou teachest how to make one twain, By praising him here who doth hence remain. |
| –William Shakespeare |

O Soneto 39 foi escrito por William Shakespeare e faz parte dos seus 154 sonetos. É um dos poemas endereçados a um jovem do sexo masculino.

## Temática
O Soneto 39 é sobre a necessidade da separação. As últimas linhas podem causar certa confusão, o poeta está dizendo que, embora ele esteja separado de sua amante, e, portanto, 'dois' ou divididos, eles realmente continuam os mesmos. Isso pode ser por causa do doce pensamento de amor orientando o poeta, permitindo-lhe mostrar que seu amante ainda reside dentro do seu coração e, assim, se juntou a ele em espírito, não importando onde o seu amor está fisicamente. Ninguém sabe ao certo a verdadeira identidade do amor de Shakespeare, mas a maioria dos estudiosos concordam que era o Conde de Southampton, patrono do poeta.

## Traduções
Na tradução de Thereza Christina Rocque da Motta,
Ó, como poderei com modos exultar teu valor,
Se de mim és a melhor parte?
O que podem os meus louvores trazer a mim,
E o que sou senão eu mesmo quando te elogio?
Mesmo aqui deixem que vivamos divididos,
E nosso doce amor perder seu nome,
E por esta separação eu lhe cause
Que, graças a ti, tu a mereças sozinha.
Ó ausência, que tormento provarias,
Se teu amargo lazer não te libertasse
Para entreter o tempo com pensamentos de amor –
Que o tempo e pensamentos docemente enganam –
E que ensines como serem únicos,
Ao elogiá-lo aqui, e permanecer assim.